# Jerzy Meklemburski
Georg Friedrich Karl Joseph (ur. 12 sierpnia 1779 w Hanowerze, zm. 6 września 1860 w Neustrelitz) – wielki książę meklemburski, władca Meklemburgii-Strelitz.

## Życie
Był ósmym dzieckiem (trzecim synem) księcia Karola i Fryderyki Karoliny z Hesji-Darmstadt. Po śmierci matki w 1782 jego ojciec poślubił jej siostrę Charlottę i przeniósł się wraz z rodziną z Hanoweru do Darmstadt.
Jerzy uczył się w tym mieście aż do 1794, gdy jego ojciec wstąpił na tron. Następnie do 1799 studiował na Uniwersytecie w Rostocku. W latach 1802–1804 mieszkał we Włoszech. Po powrocie do Niemiec osiadł w Darmstadt.
Na tron wstąpił po śmierci ojca 6 listopada 1816. Państwo znajdowało się wówczas w kryzysie. Za jego panowania przystąpiono do budowy szkół, ulepszono rolnictwo, zniesiono pańszczyznę.

## Małżeństwo i dzieci
12 sierpnia 1817 poślubił księżniczkę Marię z Hesji-Kassel. Para miała czworo dzieci:
- księżną Luizę (1818–1842)
- Fryderyka Wilhelma, kolejnego wielkiego księcia Meklemburgii (1819–1904)
- księżną Karolinę (1821–1876)
- księcia Jerzego Augusta (1824–1876)

## Odznaczenia
Ordery:
- Order Świętego Huberta (Bawaria)
- Order Słonia (Dania)
- Order Gwelfów (Hanower)
- Order Świętego Jerzego (Hanower)
- Order Ludwika (Hesja)
- Order Lwa Złotego (Hesja)
- Order Świętego Stefana (Węgry)
- Order Orła Czarnego (Prusy)
- Order Orła Czerwonego (Prusy)
- Order Świętego Andrzeja (Rosja)
- Order Ernestyński (Saksonia)
- Order Serafinów (Szwecja)